# Il papa buono
Il papa buono è una miniserie televisiva italiana in due puntate che racconta la vita di papa Giovanni XXIII, al secolo Angelo Roncalli, dall'infanzia all'elezione al soglio di Pietro, dal Concilio alla morte.

## Trama
A Sotto il Monte il 25 Novembre 1881, in una famiglia di contadini, nasce un bambino di nome Angelo Roncalli, detto "Angelino". Sin da piccolo ha un forte legame con la fede e quest'ultimo scaturisce ancora di più grazie agli studi in seminario che sono stati pagati da suo prozio Zaverio, che porteranno poi all'ordinazione a sacerdote nel 1904, al nunziato apostolico in Turchia nel 1945 con la nomina di patriarca di Venezia nel 1953 e infine l'elezione a Papa nel 1958 con il nome Giovanni XXIII, che porterà anche l'inaugurazione del concilio ecumenico Vaticano ll nel 1962. La cosa che emerge di più durante questo pontificato è la grande umiltà e bontà che Roncalli riserva nei gesti e nel rapportarsi con gli altri: è il primo papa che prende il treno per stare in mezzo alla gente, che va a trovare i carcerati il giorno di natale del  1958 al Carcere di Regina Coeli di Roma e anche il primo papa che dopo tanto tempo decide di rivoluzionare la chiesa. Durante il pontificato però un cardinale di nome Mattia Carcano, il quale inizialmente si presenta un amico di infanzia del Papa, cerca di osteggiarlo in tutti modi, poiché anche lui come gli altri lo considera un Papa di "transizione"che non possa e non debba rivoluzionare con questo nuovo concilio la chiesa.. Giovanni XXIII nel frattempo scopre anche di essere malato di un cancro allo stomaco, quindi non riesce a portare a termine questo concilio poiché muore il 3 giugno 1963, sotto la vista di una folla che pregava per lui.

## Produzione
Bob Hoskins è papa Giovanni XXIII, mentre la regia è di Ricky Tognazzi.

## Distribuzione
Prodotta nel 2002 la miniserie è andata in onda il 28 e 29 gennaio 2003 in prima serata su Canale 5.